# L'Argent des autres
L'Argent des autres är en fransk dramafilm från 1978 i regi av Christian de Chalonge.

## Utmärkelser
Filmen vann Louis Delluc-priset 1978.

## Roller (urval)
- Jean-Louis Trintignant – Henri Rainier
- Catherine Deneuve – Cécile Rainier
- Claude Brasseur – Claude Chevalier d'Aven
- Michel Serrault – Miremant
- Gérard Séty – De Nully
- Jean Leuvrais – Heldorff
- François Perrot – Vincent
- Umberto Orsini – Blue
- Michel Berto – Duval
- Francis Lemaire – Torrent
- Juliet Berto – Arlette Rivière
- Raymond Bussières – Claudes far